# Mamisonpasset
Mamisonpasset (georgiska: მამისონის უღელტეხილი, Mamisonis ugheltechili; ryska: Мамисонский перевал, Mamisonskij pereval) är ett bergspass i Stora Kaukasus, på gränsen mellan norra Georgien och Ryssland. Mamisonpasset ligger 2 820 meter över havet.